# 尾崎朱美
尾崎 朱美（おざき あけみ、本名・石毛（いしげ）朱美。1977年10月12日 - ）は、日本の陸上競技元選手。専門は長距離走・マラソン。

## 経歴・人物
1977年10月12日、神奈川県足柄上郡山北町出身。神奈川県立小田原城内高等学校、順天堂大学卒業。身長157cm、体重45kg。
高校時代は、古澤秀和に師事し、実力を磨いた。
大学卒業後の2000年に資生堂ランニングクラブに入部していたが、2007年4月1日をもってセカンドウィンドAC（SWAC）に移籍した。2007年3月にヤクルト陸上部所属の石毛豊志と結婚。現在は埼玉県戸田市在住。
2009年8月の世界陸上ベルリン大会女子マラソンで2位入賞・銀メダルを獲得、また2012年8月のロンドンオリンピック女子マラソン代表（19位）の、第一生命元陸上部所属だった尾崎好美は朱美の実妹である。
2011年2月27日の東京マラソン2011では、女性アイドルグループ・AKB48の秋元才加にトレーナーとしてマラソン指導を行う。なお本番レースでの秋元は、制限時間（7時間）約10分前の6時間50分06秒のネットタイム（正式タイムは6時間53分53秒）で完走した。
2012年2月6日、第一子となる男子を出産。

## 主な成績（マラソン）
- 2006年3月12日　名古屋国際女子マラソン　2時間38分04秒　第18位
  - 尾崎の記念すべき初マラソンだったが上位争いには加われず、完走するだけで精一杯であった。尚このレースでは、尊敬する資生堂所属の先輩だった弘山晴美が悲願のマラソン初優勝を果たし、尾崎自身も感激したという。
- 2006年11月19日　東京国際女子マラソン　2時間28分51秒　第2位
  - 終盤の39km付近、シドニー五輪金メダリストの高橋尚子が失速により、後半追い上げた尾崎が一気に抜き去る。優勝した土佐礼子に次いで2位と大健闘、その後の表彰式では新人賞を受賞した。なお尾崎はこのマラソンで第一線から退く予定だったが、関係者からの勧めもあって現役を続行する。
- 2007年11月18日　東京国際女子マラソン　2時間28分39秒　第4位
  - 前回より順位は落ちたが、自己記録を12秒上回ってゴール。奇しくも前回とほぼ同じレース後半の39km地点辺りで、今度は前女子マラソン日本記録保持者の渋井陽子を追い越した。しかし優勝した野口みずきには、約7分の大差をつけられた。尾崎曰く「野口さんは横綱、私は平幕なので北京オリンピックはとても・・・。（北京五輪女子マラソン選考会の再挑戦は）微妙ですね」。
- 2007年12月9日　JALホノルルマラソン 2時間34分22秒  女子第2位
  - 前回の東京からわずか3週間後にフルマラソンに出走。優勝したアレフチナ・ビクティミロワ（ロシア）とは1分15秒差。
- 2008年2月17日　泉州国際市民マラソン 2時間39分25秒  女子優勝
  - 当初は尾崎と同じSWAC所属の加納由理が出場予定だったが、踵の故障により欠場、加納の代役として急遽出走。2位との差は3分以上の大差をつける貫禄勝ち。
- 2009年1月25日　大阪国際女子マラソン　2時間32分09秒　第10位
  - 約1年近くぶりのフルマラソン出走だったが、14Kmを過ぎた後にハムストリングを痛めて先頭集団から脱落し、10位のゴールに留まった。
- 2009年4月19日　長野オリンピック記念長野マラソン　2時間31分18秒  女子第3位　
  - 日本女子ではトップでゴール。優勝したイリナ・ティモフェエワ（ロシア・北京五輪女子マラソン7位）とは1分11秒差。
- 2009年8月30日　北海道マラソン　2時間27分23秒  女子第2位　
  - スタート直後から同じSWAC所属の嶋原清子とトップ争いを繰り広げたが、12Km地点を過ぎてから徐々に離される。国内メジャーマラソンの初優勝は逃したものの、自身のマラソン自己記録を1分以上更新して2位でゴール。又優勝した嶋原と共に、SWAC所属選手でのワンツーフィニッシュを達成した。
- 2009年11月8日 アテネクラシックマラソン  2時間39分56秒　女子優勝
  - 序盤から先頭集団につけ、39キロ過ぎから一騎討ちを振り切り、2位以下に36秒差をつけて優勝した。
- 2009年12月13日　JALホノルルマラソン 2時間48分24秒  女子第7位
  - 出走中に貧血・脱水症状を起こす苦しいレースとなり、なんとか完走は果たすも結局7位に終わった。
- 2010年2月28日　東京マラソン2010 途中棄権
  - この東京マラソンのレースを以て、競技生活の一区切りをつける事をセカンドウィンドACのBLOGにて発表。しかし本番レースでは、冷たい降雨という悪条件での出走となり、35Km過ぎに自身初のリタイアで競技生活を終える事となった。その後もSWAC所属のままで、スタッフ及び一般市民ランナーとして活動中（その間産休・育児専念により活動を休止した時期が有る）。
- 2012年10月7日　いわて北上マラソン大会 3時間12分18秒　ゲスト出走
  - 第一子出産後「ママさんランナー」として、初のフルマラソンに出場し完走（尚招待選手として出走のため順位無し）。
- 2013年2月17日　泉州国際市民マラソン 途中棄権
  - 招待選手として5年ぶりに同大会に出場したが、膝の痛みが引かず33Km付近でリタイア。

## 自己ベスト
- マラソン　2時間27分23秒（2009年8月30日・北海道マラソン）